# Bitka u Teutoburškoj šumi
Bitka u Teutoburškoj šumi (njem. Schlacht im Teutoburger Wald), oružani sukob na području istoimenog gorskog grebena u sjeverozapadnom dijelu Njemačke, između rijeka Ems i Wesera, južno od kanala Mitteland, koji se proteže od Osnabrücka do Paderborna na jugozapadu i dužine je oko 110 km, širine 7 - 15 km, pretežno pošumljenog.
U bitki su Germani 9. godine nanijeli težak poraz Rimljanima, kojima je zapovijedao Publije Kvintilije Var, iznenadivši ih iz zasjede. Pritom su u potpunosti stradale tri rimske legije (XVII., XVIII. i XIX.), tri ale (krila) konjice i 6 pomoćnih kohorti, u kojima je ukupno bilo 15.000 – 20.000 ljudi.
Iskoristivši ustanak dalmatinsko-panonskih ilirskih plemena protiv Rimljana u Batonskom ratu, heruski knez Arminije, jedan od germanskih vođa, koji je jedno vrijeme bio u službi Rimljana, podigao je germanska plemena na ustanak. Prokonzul Germanije, rimski vojskovođa Publije Kvintilije Var, krenuo je s tri legije (XVII., XVIII. i XIX.) i pratećim postrojbama ugušiti pobunu. Germani su navukli Rimljane duboko u Teutoburšku šumu i u nekoliko iznenadnih napada iz zasjede ih razbili. Prema nekim izvorima, bitka je, sastojivši se iz više pojedinačnih okršaja (najviše njih u maglovitim, vlažnim i strmim šumskim klancima), ukupno trajala najmanje tri dana, pri čemu su Germani uništavali dio po dio razvučene kolone sve iscrpljenijih Rimljana na njihovom putu kroz šumu. Tih je dana padala i obilna kiša, natopivši močvarna područja i otežavši kretanje ljudi. 
U bitki je poginuo i prokonzul Var. Prema nekim verzijama počinio je samoubojstvo ili ga je po njegovoj zapovjedi ubio neki legionar. Saznavši za težak poraz, car Oktavijan August navodno je uzviknuo: "Vare, Vare, legiones rede" (hrv. "Vare, Vare, vrati mi moje legije").
XVII., XVIII. i XIX. legija više nikada nisu obnovljene. Poslije nekoliko godina rimska vojska nakratko je upala u Teutoburšku šumu i ondje zatekla mnoštvo kostura legionara te germanske oltare na kojima su Germani ritualno žrtvovali rimske časnike. Na bojištu se i danas pronalaze brojne rimske kovanice koje su bile dio blagajne uništenih rimskih legija. Pronađena je također i ceremonijalna maska rimskog legionara. Sve to dokazuje da su Rimljani doživjeli veliki poraz i rasulo.
Ovom pobjedom Germani su povratili svoju neovisnost, a Rimljani su se povukli na rijeku Rajnu.

## Vanjske poveznice
- Engleski članak o bitki  Arhivirana inačica izvorne stranice od 5. siječnja 2017. (Wayback Machine)
- Zasjeda koja je promijenila svijet  Arhivirana inačica izvorne stranice od 27. veljače 2018. (Wayback Machine)